# Radu Paisie
Radu VII Paisie, znany również pod imieniem Piotra z Argeș (rum., Petru de la Argeș) – hospodar wołoski w okresie czerwiec 1535 – marzec 1545 z dynastii Basarabów.
Był synem hospodara Radu Wielkiego. Ochrzczony pod imieniem Piotr, po wstąpieniu do monasteru Zaśnięcia Matki Bożej w Curtea de Argeș przyjął imię zakonne Paisjusz (Paisie). Po wyborze na hospodara po raz kolejny zmienił imię na Radu.

## Polityka wewnętrzna
Pierwszą próbę objęcia tronu wołoskiego Radu Paisie podjął jesienią 1534 roku, korzystając ze wsparcia bojarów niechętnych ówczesnemu hospodarowi Władowi VII Vintile. Zakończyła się ona powodzeniem 1 września 1534 roku, jednak już w listopadzie Wład Vintila odzyskał władzę, a Radu zmuszony był uciekać do Siedmiogrodu. Drugie podejście miało miejsce w 1535 roku, po udanym spisku bojarów, w wyniku którego Wład Vintila został zamordowany podczas polowania w okolicach Krajowej (rum. Craiova). Po wstąpieniu na tron Radu udało się uzyskać uznanie ze strony Wysokiej Porty, co obok pomocy udzielanej przez Turków przy utrzymywaniu władzy, było najprawdopodobniej przyczyną oddania im ważnego portu Braiła w delcie Dunaju.
W czasie swojego panowania Radu Paisie kilkakrotnie musiał stawiać czoła wewnętrznym spiskom bojarskim, skierowanym przeciwko jego osobie. Pierwszy, zakończony niepowodzeniem i związany z ambicjami przejęcia władzy przez bojara Drăghici miał miejsce między rokiem 1535 a 1539, przy czym najbardziej prawdopodobną datą jest rok 1536. Drugi, w 1539 roku, związany był z kolei z próbą zagarnięcia tronu przez spokrewnionego z rodem Craiovești bojara Șerbana. Wiadomo, że w tym wypadku hospodar zmuszony został do opuszczenia kraju i udania się za Dunaj, gdzie uzyskał pomoc Turków w celu odzyskania władzy. Trzecia próba miała miejsce w 1544 roku, kiedy na terenie Siedmiogrodu kilka znaczących rodów bojarskich (m.in. Stroe) zebrało się wokół pretendenta do tronu Laioty Basaraba. Pokonany w bitwie Radu Paisie uciekł w maju 1544 roku do Nikopolis na terytorium Imperium Osmańskiego, skąd z pomocą tamtejszego paszy wrócił i pokonał buntowników. Ostatecznie został przez Turków pozbawiony tronu na rzecz swojego brata Mirczy VII Pastucha w 1545 roku po tym, jak został wezwany do Stambułu i zesłany na wygnanie do Egiptu, gdzie zmarł.

## Polityka zagraniczna
Przez większą część panowania, do 1543 roku, Radu Paisie wykazywał pełną uległość wobec Imperium Osmańskiego, wykonując rozkazy sułtana, którym był wówczas Sulejman I Wspaniały. Oddał Turkom Braiłę, prawdopodobnie jako zapłatę za okazywaną pomoc. Na ich polecenie w 1541 zorganizował wyprawę wojenną do Siedmiogrodu, w czasie której przyczynił się do pojmania i uwięzienia przez Turków zrewoltowanego przeciw Janowi Zapolyi stronnika Habsburgów Maliatha. Po tureckiej okupacji Budy w 1541 roku, prawdopodobnie pod wpływem sugestii hospodara mołdawskiego Piotra Raresza, Radu Paisie zaczął zbliżać się do Habsburgów. W 1543 roku zawarł z nimi sojusz, przyrzekając wierność Ferdynandowi I Habsburgowi i pomoc w walce z "niewiernymi Turkami". W odpowiedzi Ferdynand obiecał mu również swoją pomoc oraz poprosił o przysyłanie informacji wywiadowczych na temat ruchów "wspólnego nieprzyjaciela". Prawdopodobnie układy te były przyczyną odwołania Radu Paisie do Stambułu w 1545 roku, utarty władzy i wygnania do Egiptu.

## Rodzina
Radu Paisie był dwukrotnie żonaty: po raz pierwszy ze Staną, po raz drugi z Ruxandrą (w 1541 roku). Miał trzy córki (Marię, Voicę i Cârstinę) oraz trzech synów - Marco, Vlada i Patrascu (późniejszego hospodara).